# Ліберія на літніх Олімпійських іграх 2000
Ліберія брала участь у літніх Олімпійських іграх 2000 року в Сіднеї дев'ятий раз у своїй історії, але не завоювала жодної медалі. Збірну країни представляли 2 жінки — Ґрейс Енн Дінкінс та Ханна Купер.

## Склад олімпійської збірної Ліберії

### Легка атлетика
Спортсменів — 8

#### Чоловіки
Чоловіки 100 м
- Сайон Купер
  1. Раунд 1 - 10.33
  2. Раунд 2 - 10.37 (Завершив виступ)

Чоловіки 200 м
- Сайон Купер
  1. Раунд 1 - 21.1 (Завершив виступ)

Чоловіки 800 м
- Боббі Тру
  1. Раунд 1 - 01:48.79 (Завершив виступ)

Чоловіки 110 м з перешкодами
- Пол Сехжу
  1. Раунд 1 - 14.18
  2. Раунд 2 - 14.37 (Завершив виступ)

Чоловіки 4x100 и
- Сайон Купер, Куті Мавен, Коян Морлу, Ендрю Реєс
  1. Раунд 1 - 39.77 (Завершив виступ)

#### Жінки
Жінки 100 м
- Ґрейс Енн Дінкінс
  1. Раунд 1 - 11.79 (Завершила виступ)

Жінки 100 м з перешкодами
- Ханна Купер
  1. Раунд 1 - 13.51 (Завершила виступ)